# 金剛般若経
金剛般若経（こんごうはんにゃきょう）、正式名称：金剛般若波羅蜜経（こんごうはんにゃはらみつきょう、梵: Vajracchedikā-prajñāpāramitā Sūtra, ヴァジュラッチェーディカー・プラジュニャーパーラミター・スートラ）とは、大乗仏教の般若経典の1つ。略して金剛経（こんごうきょう）とも言う。その長さから、「三百頌般若経」等とも呼ばれる。その諸行無常を説いた節は、夢幻泡影（むげんほうよう）、泡沫夢幻（ほうまつむげん）と抜粋され四字熟語化された。
比較的短編の経典であり、より大きな般若経典の要約・要綱として編纂されたとも考えられるが、用語や形式に原初的な要素が見られるため、3世紀以前の大乗仏教初期には既に成立していたと考えられている。他の般若経典と同じく「空」思想を説くものでありながら、「空」の語彙が一度も用いられていないことも特徴の1つ。また、経の冒頭で「このように私は聞いた。ある時ブッダは舎衛国の祇園精舎に1250人の修行僧たちとともにおられた。」とあるあとで、一般的な経典ではその時の主な参加者の名前を列挙するが、金剛般若経ではいきなり本編が始まるのも原始的な経典の特徴と考えられている。
比較的短編であることと凝縮されたその内容から、インド、中央アジア、東アジア、チベット各地に普及・流行し、注釈書も数多く作られた。チベットやモンゴルでは、この経を「紺紙金泥」で写経する風習が現在まで続いている。東アジアでは、禅宗の第六祖（南宗初祖）である慧能がこの経の一句で大悟したとされ、禅宗で特に愛読される他、天台宗、三論宗、法相宗、真言宗といった宗派、あるいは中国、日本といった地域を問わず、更には儒家・道家に至るまで、百数十の註釈・講義が成立するなど、その影響は各方面に渡った。

## 題名
原題は、「ヴァジュラ」（vajra）がインドラの武器である「金剛杵」あるいは「金剛石」（ダイヤモンド）、「チェーディカー」（chedikā）が「裁断」、「プラジュニャーパーラミター」（prajñāpāramitā）が「般若波羅蜜」（智慧の完成）、「スートラ」（sūtra）が「経」、総じて「金剛杵（金剛石）のごとく（煩悩・執着を）裁断する般若波羅蜜（智慧の完成）の経」の意。

## 典籍
サンスクリット原本、漢訳、チベット語訳はいずれも現存しており、漢訳は下記の計8種がある。
- 鳩摩羅什訳 『金剛般若波羅蜜経』（402年、大正蔵235）
- 菩提流支訳 『金剛般若波羅蜜経』（509年、大正蔵236a）
- 菩提流支訳 『金剛般若波羅蜜経』（509年、大正蔵236b、宋本のみ異テキスト[5]）
- 真諦訳 『金剛般若波羅蜜経』（562年、大正蔵237）
- 達磨笈多（ダルマグプタ）訳 『金剛能断般若波羅蜜経』（590年以降、大正蔵238）
- 玄奘訳 『能断金剛般若波羅蜜多経』（648年、弘教蔵[6]般若部月9　玄奘は金剛経を2回漢訳しており、これは1回目の翻訳。大正蔵には収録されていない）
- 玄奘訳 『大般若波羅蜜多経』（660～663年、大正蔵220）全16会 600巻中 第577巻『第九会 能断金剛分』
- 義浄訳 『仏説能断金剛般若波羅蜜多経』（703年、大正蔵239）

歴史的には鳩摩羅什訳が最もよく普及・依用された。漢訳では最も古い鳩摩羅什訳にのみ末尾に音写の真言が付されている。また禅宗依用の坊本などにはこれとは異なる真言が付されているものもあるが、いずれもその経緯は解明されていない。なお、チベット訳は年代を下るので真言が付されている。
1900年に敦煌の莫高窟で発見された『金剛般若経』は、唐の咸通9年4月15日（868年）という現在確認されている最古の年紀のある木版印刷による印刷書である。 (オーレル・スタイン収集、大英図書館所蔵) 
インドで作られた註釈は6種あるが、サンスクリット原本が残っているのは、瑜伽行唯識学派のアサンガ（無著）による『三百頌般若波羅蜜に対する七十頌』という七十七の頌から成るものだけである。

## 内容

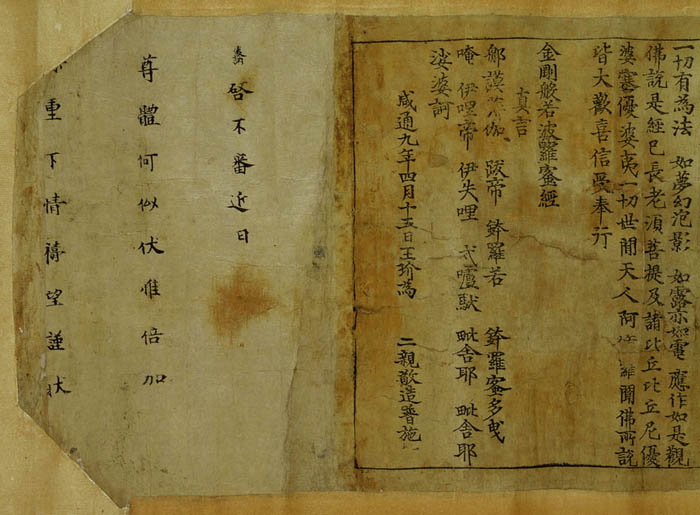
大英図書館蔵書

基本的に釈迦（ブッダ）と須菩提(スブーティ)との会話によって構成されており、釈迦が須菩提に対して質問をするシーンなども含まれている。例えば中村元訳によると《スブーティよ、どう思うか。永遠の平安への流れに乗った者が、（わたしは、永遠の平安への流れに乗った者という成果に達しているのだ）というような考えをおこすだろうか。》などが一例として挙げられる。
ある時、釈迦は舎衛城の祇園精舎に1250人の比丘と共に滞在していた。午前中の托鉢・食事を終え、午後になって帰ってきて身なりを整え、結跏趺坐する釈迦。釈迦を礼拝して一方の脇に坐していく比丘達。するとその中に座していた十大弟子の一人、スブーティ（須菩提）長老が腰を上げ、釈迦に菩薩のあり方について問うた。こうして釈迦によってその内容が語られていく。

一切有爲法　如夢幻泡影　　如露亦如電　應作如是觀
一切の有為法は、夢・幻・泡・影の如し。

露の如くまた電の如し。応に是くの如き観を作すべし。
—鳩摩羅什訳 『金剛般若波羅蜜経』

## 日本語訳（文庫判）
- 『般若心経・金剛般若経』 中村元、紀野一義訳、岩波文庫（改版）
- 『大乗仏典1 般若部経典 - 金剛般若経・善勇猛般若経』 長尾雅人、戸崎宏正[10]訳、中公文庫（重複部分の省略有）
- 『般若経　般若心経　金剛般若経　大品般若経（5品のみ）』 平井俊榮訳注、ちくま学芸文庫

## 注・出典
1. 1 2  “Online Gallery – Sacred Texts: Diamond Sutra”.   Bl.uk British Library (2003年11月30日). 2021年5月10日閲覧。
2. ↑  Schopen, Gregory (2004). "Diamond Sutra". MacMillan Encyclopedia of Buddhism. Vol. 1. New York: MacMillan Reference USA. pp. 227–28. ISBN 0-02-865719-5。
3. ↑  三省堂 新明解四字熟語辞典
4. ↑  『大乗仏典1』 中公文庫 p325
5. ↑  大正蔵には『大品般若経出到品第二十一』も宋 思渓資福藏の異テキストを収録している。
6. ↑  東京弘教書院『大日本校訂 大藏経』（縮刷藏本、1880～1885年）
7. ↑  庄司史生「東洋文庫所蔵・河口慧海将来蔵外写本 チベット語訳『金剛般若経』と『法華経』について」『東洋文庫』第43巻、2011年、19-42頁、NAID 120006624464。
8. ↑  British Library Turning the Pages　のTHE OLDEST PRINTED BOOKで閲覧できる。
9. ↑  「金剛般若波羅蜜経」『SAT大正新脩大藏經テキストデータベース』、東京大学大学院人文社会系研究科、No.235、2018年。
10. ↑  九州大学、山口県立大学国際文化学部教授を歴任。